# Yao Defen
Yao Defen (ur. 15 lipca 1972 w Chinach, zm. 13 listopada 2012 w Shucha) – Chinka, znana ze swego niezwykłego wzrostu. 13 sierpnia 2008 została wpisana do księgi rekordów Guinnessa jako najwyższa kobieta na świecie (po śmierci Amerykanki Sandy Allen).
Pochodziła z ubogiej rodziny, z miasta Lu’an, we wschodnich Chinach w prowincji Anhui. Osiągnęła wzrost 234 cm (ważyła 200 kg). Jej wzrost był spowodowany nowotworem przysadki mózgowej, w wyniku czego doszło do niekontrolowanego uwalniania hormonu wzrostu.
W wieku trzech lat wykazywała się nadzwyczajnym apetytem, jedząc trzy razy więcej niż inne dzieci. Już w wieku 11 lat osiągnęła wzrost 184 cm, a barierę 2 m przekroczyła w wieku 15 lat. Yao była niepiśmienna i zbyt słaba fizycznie, aby zająć się wyczynowo sportem, do czego ją namawiano.
Narastające problemy zdrowotne, będące konsekwencją akromegalii miała rozwiązać operacja usunięcia guza przysadki. Yan przestała rosnąć, ale operacja nie poprawiła stanu jej zdrowia. Nadal cierpiała na zaburzenia krążenia i miała problemy z utrzymaniem równowagi. W 2008 jedna z brytyjskich stacji telewizyjnych nakręciła o niej film The World's Tallest Woman and Me (reż. Kate Townsend), starając się zdobyć środki na dalsze leczenie Yao.